# Pobladura del Valle
Pobladura del Valle è un comune spagnolo di 326 abitanti situato nella comunità autonoma di Castiglia e León.